# Who Dat Girl
«Who Dat Girl» es una canción del rapero estadounidense Flo Rida con cantante de R&B Akon. La canción fue escrita por Flo Rida, Dr. Luke, Claude Kelly, Benny Blanco, Bruno Mars, y Philip Lawrence, y fue producido por Dr. Luke y Benny Blanco. Fue lanzado el 11 de enero de 2011 como el tercer sencillo del tercer álbum de estudio de Flo Rida, Only One Flo (Part 1). Alcanzó el puesto número veinte y nueve en el Billboard Hot 100.

## Posicionamiento en listas
| Listas (2011)                               | Mejor posición |
| ------------------------------------------- | -------------- |
| Australia (ARIA)                            | 10             |
| Austria (Ö3 Austria Top 40)                 | 45             |
| Bélgica (Flandes) (Ultratip Bubbling Under) | 17             |
| Canadá (Canadian Hot 100)                   | 16             |
| German Airplay Chart                        | 35             |
| Reino Unido (UK R&B Chart)                  | 22             |
| Reino Unido (UK Singles Chart)              | 64             |
| Estados Unidos (Billboard Hot 100)          | 29             |
| Estados Unidos (Mainstream Top 40)          | 23             |
| Estados Unidos (Hot R&B/Hip-Hop Songs)      | 65             |